# Litochrus maritimus
Litochrus maritimus is een keversoort uit de familie glanzende bloemkevers (Phalacridae). De wetenschappelijke naam van de soort werd in 1903 gepubliceerd door Thomas Blackburn.